# Simone Collio
Simone Collio, född 27 december 1979, är en italiensk friidrottare som tävlar i kortdistanslöpning.

## Personliga rekord
- 100 meter – 10,06 från 2009